# Max Rieger (Skirennläufer)
Max Rieger (* 10. Juli 1946 in Mittenwald) ist ein ehemaliger deutscher Skirennläufer.

## Biografie
Rieger war 1969 Deutscher Slalommeister und 1971 Riesenslalom- und Kombinationsmeister. Bei den Olympischen Winterspielen von Grenoble 1968 wurde er Zwanzigster im Slalom und bei den Winterspielen 1972 in Sapporo Sechster im Riesenslalom.
Seine größten Erfolge erzielte Max Rieger bei den Weltmeisterschaften 1970 in Gröden (Südtirol), als er jeweils Vierter im Riesenslalom und in der Kombination wurde. Bei den Weltmeisterschaften 1974 in St. Moritz belegte er im Riesenslalom den achten Platz.
In seiner Spezialdisziplin, dem Riesenslalom, gewann Max Rieger am 2./3. März 1973 das an zwei Tagen stattfindende Weltcuprennen in Mont Sainte-Anne (Kanada). Der nächste Deutsche, dem dies gelang, war 2014 Felix Neureuther. Auch die beiden anderen Stufen des Siegertreppchens konnte Max Rieger je einmal besteigen (jeweils im Slalom und auch jeweils in Berchtesgaden mit Rang 2 am 9. Januar 1972 und zuvor Rang 3 am 6. Januar 1971). Einen dritten Platz belegte Rieger auch am 14. Dezember 1970 beim Slalom in Sestriere; dieses Rennen hatte nicht zum Weltcup gezählt.
Später betrieb er eine Skischule in Mittenwald und Ellmau.

### Weltcup
Rieger errang 3 Podestplätze, davon 1 Sieg:
| Datum           | Ort              | Land   | Disziplin    |
| --------------- | ---------------- | ------ | ------------ |
| 2./3. März 1973 | Mont Sainte-Anne | Kanada | Riesenslalom |